# Sandue
Sandue is een bestuurslaag in het regentschap Bima van de provincie West-Nusa Tenggara, Indonesië. Sandue telt 1450 inwoners (volkstelling 2010).